# Cesare Siepi
Cesare Siepi (Milà (Llombardia), 10 de febrer, 1923 - Atlanta (Estats Units), 5 de juliol, 2010)) va ser un cantant d'òpera italià, generalment considerat com un dels millors baixos de la postguerra. La seva veu es caracteritzava per un timbre profund i càlid, un registre inferior ple, ressonant i ampli amb un vibrato relaxat i un registre superior vibrant i sonor. Encara que reconegut com a baix verdià, la seva presència alta i sorprenent i l'elegància del fraseig el van fer un natural per al paper de Don Giovanni. Se'l pot veure en aquest paper a la pel·lícula de l'òpera de Paul Czinner de 1954 realitzada durant una edició del Festival de Salzburg sota la batuta de Wilhelm Furtwängler.

## Carrera inicial
Nascut a Milà, Siepi va començar a cantar com a membre d'un grup madrigal. Sovint va afirmar que havia estat en gran part autodidacta, després d'haver assistit al conservatori de música de la seva ciutat natal durant poc temps. La seva carrera operística es va veure interrompuda per la Segona Guerra Mundial. Després del seu debut el 1941 (a Schio, prop de Vicenza, com Sparafucile a Rigoletto), Siepi, opositor al règim feixista, va fugir a Suïssa.
Després del final de la guerra, la seva carrera va començar immediatament. L'èxit com Zaccaria a Nabucco a La Fenice de Venècia va ser seguit pel primer de molts compromisos a La Scala, Milà. Els seus primers compromisos van ser en els papers de baix de Verdi, el paper principal a Mefistofele de Boito amb Arturo Toscanini, com Colline a La bohème i a La Gioconda, La favorite i I puritani.

## Èxit internacional
Siepi va debutar a l'estranger el 1947, al Liceu de Barcelona amb lAnna Bolena de Donizetti, però la seva reputació internacional es va consolidar el 1950, quan Sir Rudolf Bing el va portar al Metropolitan Opera de Nova York per obrir la temporada 1950 com a Rei Felip II a Don Carlo. Va romandre com a baix principal del Met fins al 1974, afegint papers com Boris Godunov (en anglès) i Gurnemanz a Parsifal (en alemany), i cantant tots els papers principals del repertori de baix.
El seu debut a la Royal Opera House, Covent Garden, va ser l'any 1950, i hi va aparèixer regularment fins a mitjans dels anys setanta.
El 1953, Siepi va debutar al Festival de Salzburg amb una llegendària producció de Don Giovanni dirigida per Wilhelm Furtwängler, posada en escena per Herbert Graf i dissenyada per Clemens Holzmeister. Va tenir un impacte immediat en el paper titular de l'òpera, que potser es va convertir en el seu paper més conegut, com ho havia estat per al baix italià més famós de la generació anterior, Ezio Pinza. Aquesta actuació s'ha publicat en CD i un muntatge de 1954 d'aquesta producció es va filmar en color i es va estrenar el 1955.
Siepi era un convidat freqüent a l'Òpera Estatal de Viena. En 43 actuacions va cantar Don Giovanni, més sovint que qualsevol altre cantant dels temps moderns excepte Eberhard Wächter. L'any 1967 Siepi va ser Don Giovanni en una producció polèmica, presentada per Otto Schenk i dissenyada per Luciano Damiani, que mostrava l'obra mestra de Mozart a la llum de la commedia dell'arte, destacant els elements còmics i irònics d'aquesta òpera, un concepte de producció al qual el director Josef Krips s'hi va oposar fermament. A Viena també va cantar Basilio (El barber de Sevilla), Colline (La bohème), Fiesco (Simon Boccanegra), Figaro (Les noces de Fígaro), Padre Guardiano (La forza del destino 1974 en una nova producció dirigida per Riccardo Muti), Gurnemanz (Parsifal), Méphistophélès (Faust), Filippo II (Don Carlo), i Ramphis (Aïda). La seva darrera actuació a Viena va ser a Norma (Oroveso) a l'"Austria Center Vienna" el 1994.
Va ser un artista de recitals especialment excel·lent, especialment en concerts comunitaris sota Columbia Artist Management, i un intèrpret sensible de Lieder alemany. Es va casar amb la ballarina de la Met Louellen Sibley i van tenir dos fills.
Siepi va gaudir d'una llarga carrera i va actuar regularment fins a la dècada de 1980, incloent papers principals en els desafortunats musicals de Broadway Bravo Giovanni i Carmelina. A més dels seus enregistraments d'estudi, també hi ha molts enregistraments en directe d'actuacions dels seus papers principals.
El comiat formal de Siepi a l'escenari operístic va tenir lloc al Teatre Carani de Sassuolo el 21 d'abril de 1989. De fet, "Capon's List" mostra enregistraments en directe fets fins al 1988.
L'últim enregistrament d'estudi de Siepi va ser com l'antic rei Archibaldo a la gravació de RCA de 1976 de L'amore dei tre re d'Italo Montemezzi, amb Anna Moffo i Plácido Domingo al repartiment.
Siepi va morir a l'Hospital Piedmont d'Atlanta, Geòrgia el 5 de juliol de 2010 després de patir un ictus més d'una setmana abans.

## Repertori
| Rol                           | Òpera                          | Compositor  |
| ----------------------------- | ------------------------------ | ----------- |
| Conte Rodolfo                 | La sonnambula                  | Bellini     |
| Oroveso                       | Norma                          | Bellini     |
| Sir Giorgio                   | I Puritani                     | Bellini     |
| Mefistofele                   | Mefistofele                    | Boito       |
| Enrico VIII                   | Anna Bolena                    | Donizetti   |
| Raimondo Bidebent             | Lucia di Lammermoor            | Donizetti   |
| Marin Faliero                 | Marin Faliero                  | Donizetti   |
| Baldassarre                   | La Favorita                    | Donizetti   |
| Méphistophélès                | Faust                          | Gounod      |
| Le Cardinal de Brogni         | La Juive                       | Halévy      |
| Giulio Cesare                 | Giulio Cesare in Egitto        | Handel      |
| Marcel                        | Les Huguenots                  | Meyerbeer   |
| Archibaldo                    | L'amore dei tre re             | Montemezzi  |
| Figaro                        | Les noces de Figaro            | Mozart      |
| Don Giovanni Leporello        | Don Giovanni                   | Mozart      |
| Sarastro                      | La flauta màgica               | Mozart      |
| Boris Godunov                 | Boris Godunov                  | Mussorgsky  |
| Dosifei                       | Khovanshchina                  | Mussorgsky  |
| Alvise Badoero                | La Gioconda                    | Ponchielli  |
| Colline                       | La bohème                      | Puccini     |
| Don Basilio                   | El barber de Sevilla           | Rossini     |
| Mosè                          | Mosè in Egitto                 | Rossini     |
| Il vecchio ebreo              | Samson et Dalila               | Saint-Saëns |
| Lothario                      | Mignon                         | Thomas      |
| Zaccaria                      | Nabucco                        | Verdi       |
| Don Ruy Gomez de Silva        | Ernani                         | Verdi       |
| Attila                        | Attila                         | Verdi       |
| Roger                         | Jérusalem                      | Verdi       |
| Sparafucile                   | Rigoletto                      | Verdi       |
| Giovanni da Procida           | I vespri siciliani             | Verdi       |
| Jacopo Fiesco                 | Simon Boccanegra               | Verdi       |
| Padre Guardiano               | La forza del destino           | Verdi       |
| Filippo II Grande Inquisitore | Don Carlo                      | Verdi       |
| Ramfis                        | Aïda                           | Verdi       |
| Pistola                       | Falstaff                       | Verdi       |
| Pogner                        | Die Meistersinger von Nürnberg | Wagner      |
| Gurnemanz                     | Parsifal                       | Wagner      |

## Videografia
- Mozart: Don Giovanni (Grümmer, della Casa, Berger, Dermota, Edelmann; Furtwängler, Graf, 1954) VAI
- "Sis grans baixos" [ària de Don Carlos, 1970] Societat Bel Canto